# Sherwood (band)

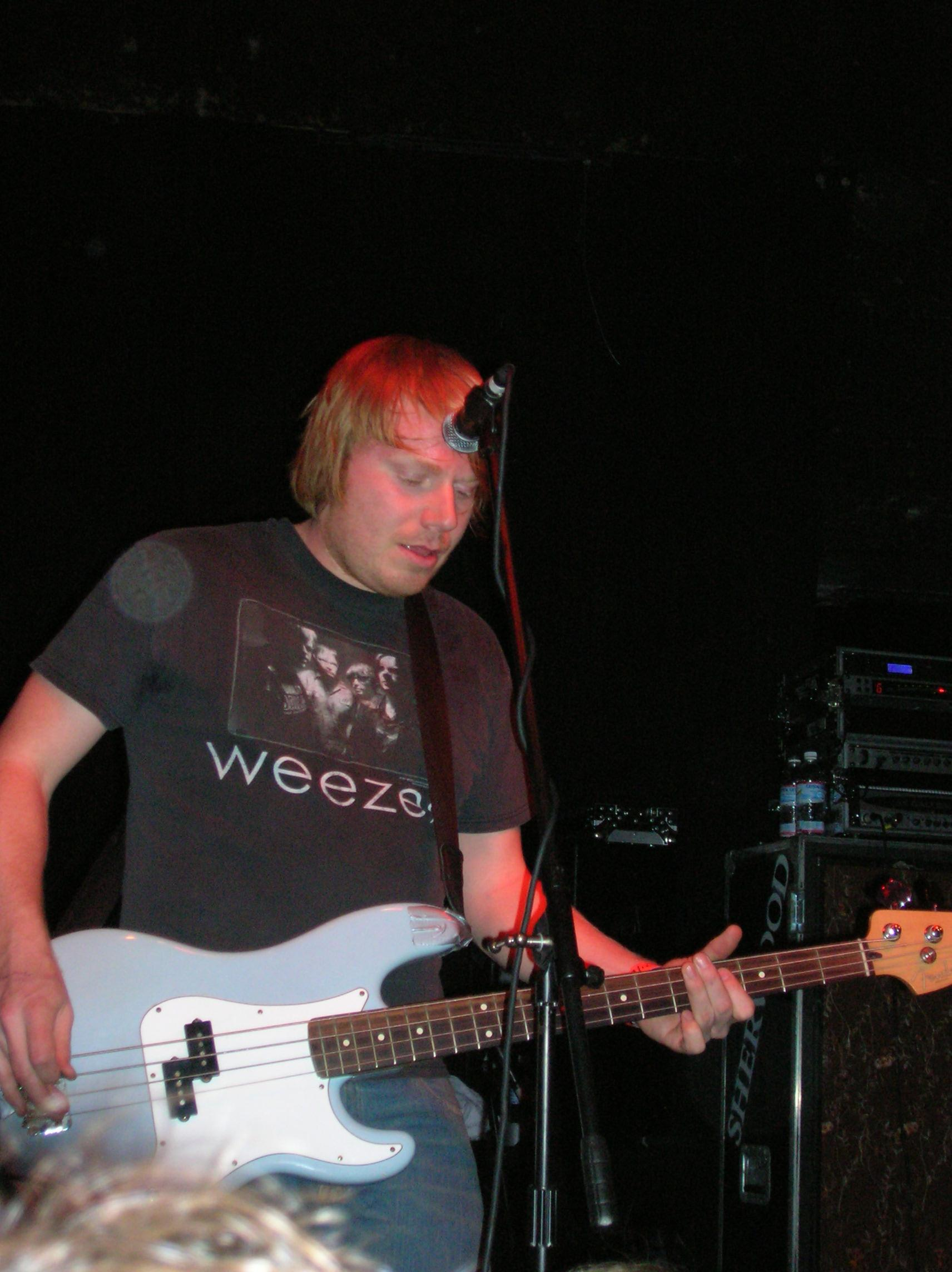
Nate Henry tijdens een optreden in 2006

Sherwood is een indierockband uit Californië.

## Biografie
In 2002 ontstond de band onder de naam A Long Story Short. De band bestond uit Nate Henry, Dan Koch en Chris Armstrong. Enige tijd later sloot Joe Greenetz zich aan bij de groep, en Mike Leibovich verving Armstrong, die bij een andere band ging spelen. 
In 2003 ontstonden er problemen in verband met de naam van de groep, doordat er al een band bestond die A Long Story Short heette. Hierdoor waren de bandleden gedwongen de naam te veranderen. Ze kozen voor de naam Sherwood, naar Sherwood Forest, het bos waar de legendarische Robin Hood zou hebben geleefd.
De band nam twee ep's op en begon te toeren. Langzaam verwierf de groep bekendheid. Hun debuut-lp, Sing, But Keep Going, werd een succes. Er werd ondertussen wat gewisseld van gitarist en de band eindigde met gitarist Gabe Dutton in 2006. Via AbsolutePunk.net werd er begin 2006 een downloadbare ep uitgebracht, die in oktober van dat jaar al zo'n 30.000 maal gedownload was.
De band sloot in 2007 een overeenkomst met MySpace Records (onderdeel van MySpace) en werkte aan een nieuw album, A different Light, dat in datzelfde jaar uitkwam.

## Discografie

### Albums
- Sing, But Keep Going (2005)
- A Different Light (2007)
- QU (2009)

### Ep's
- Sherwood (2004)
- Summer EP (2006)
- Not Gonna Love EP (2009)